# Hispar
Hispar – lodowiec górski typu dolinnego położony w górach Karakorum, w północnej części Pakistanu. Z lodowca wypływa rzeka Hispar.
Dane liczbowe:
- powierzchnia: 343 km²[1]
- długość: 49 km[1]
- pole finowe na wysokości: 5000 m[1]